# Abbemyia
Abbemyia  (лат.) — род мух-зеленушек (Dolichopodidae) отряда Двукрылые. Описан Бикелем (англ. Bickel) в 1994 г. из Австралийской области.

## Список видов
Три вида из Австралийской области:
- Abbemyia baylaci (Bickel, 2002)
- Abbemyia nigrofasciata (Macquart, 1850)
- Abbemyia taree (Bickel, 1994)